# Франкуччи, Инноченцо да Имола
Инноченцо ди Пьетро Франкуччи, Инноченцо ди Пьетро Франкуччи да Имола (итал. Innocenzo Francucci, Innocenzo di Pietro Francucci da Imola; ок. 1490, Имола — ок. 1550, Болонья) — рисовальщик и живописец эпохи итальянского Возрождения болонской школы.

## Биография
Инноченцо был сыном ювелира по имени Пьетро Франкуччи. Предположительно после учёбы в мастерской отца в Имоле, в 1506 году он переехал в соседнюю Болонью, чтобы изучать живопись. По свидетельству историографа Карло Чезаре Мальвазиа, Инноченцо с 1508 года учился живописи в мастерской Франческо Франча (это утверждение подвергается сомнению). Позднее он отправился во Флоренцию, где в 1510 году работал под руководством Мариотто Альбертинелли.

## Творчество
Наиболее известное из ранних произведений Франкуччи — картина «Богоматерь с Младенцем и святыми Себастьяном, Рохом, Космой и Дамианом», подписанная и датированная 1515 годом. Творчество Франкуччи да Имола считают эклектичным, впитавшим в себя влияния фра Бартоломео, Андреа дель Сарто и Рафаэля. Другими важными произведениями являются: «Мадонна и святые» (Милан), «Мистическое обручение Святой Екатерины Александрийской» (Неаполь), «Мадонна во Славе» (Болонья, Пинакотека).
В конце 1517 года Франкуччи да Имола получил важный заказ на написание фресок и алтарной картины для оливетанского монастыря Сан-Микеле-ин-Боско.
За свою жизнь он создал много фресок и запрестольных образов, написанных в рафаэлевской манере. Его единственные светские произведения — росписи на мифологические сюжеты в Палаццина делла Виола в Болонье. Учениками художника были Франческо Приматиччо, Просперо Фонтана и Пьетро Ламо.